# Suzanne Collins
Suzanne Collins (Hartford, Connecticut, 1962. augusztus 10. –) amerikai írónő, Az éhezők viadala-könyvciklus szerzője.

## Élete
Collins a karrierjét 1991-ben kezdte, gyerekeknek írt televíziós műsorokat. Sokáig dolgozott a Nickelodeonnál, több műsor is az ő nevéhez köthető, például: Clarissa Explains It All, The Mystery Files Of Shelby Woo, Little Bear és az Oswald. Később a Writers Guild Of America díjra jelölte őt a legjobb animációs film kategóriában a Santa, Baby c. karácsonyi darabért.

### Magánélete
Hartfordban él férjével, két gyerekével és két vadmacskájával.

## Írói pályája
A 2000-es években Collins felhagyott a televíziózással, hogy az írásnak szentelje minden idejét. Az első regényét, a Gregor the Overlandert, az Alice Csodaországban ihlette. Ez és a folytatások idővel az Underground Chronicles gyűjtőnevet kapták. 2003 és 2007 között összesen öt kötet jelent meg.

### Az éhezők viadala-trilógia
2008-ban adták ki Az éhezők viadala (The Hunger Games) c. könyvét, ami részben Thészeusz és a Minotaurusz görög mitológiájára, részben édesapjának a légierőnél eltöltött idejének tapasztalataira épül, e mellett jelentős mértékben fedezhetőek fel benne még a római gladiátorjátékok és a reality tv-k hatása is. 2009-ben jelent meg a folytatás Futótűz (Catching Fire) címmel, 2011-ben pedig a trilógia befejező darabja, A kiválasztott (Mockingjay) is kiadásra került.

#### Sikerek
Az éhezők viadalából és a Futótűzből csak Észak-Amerikában másfél millió darabot adtak el az első tizennégy hónapban, és szinte minden létező amerikai irodalmi díjat megnyertek az ifjúsági regény kategóriában. Az éhezők viadala több mint hatvan hétig megállás nélkül fent volt a The New York Times Best Seller-listáján.

#### Megfilmesítés
2009-ben a Lions Gate Entertainment megvásárolta Az éhezők viadala megfilmesítési jogait. A szereplőválogatás 2011 tavaszán kezdődött meg, a film premierje 2012 márciusában volt. Nina Jacobson látja el a produceri munkálatokat, és Gary Ross fogja rendezni.

## Reputációja az USA-ban
Collinst a Time 2010 egyik legbefolyásolóbb emberének nevezte, az Entertainment Weekly pedig a 2010. év végi The Entertainers-listáján a tizenharmadik helyre rangsorolta, olyan hírességek közé, mint Katy Perry, Kanye West és Ben Affleck.

## Könyvei

### Az éhezők viadala-trilógia
- Az éhezők viadala (2008)
- Futótűz (2009)
- A kiválasztott (2010)
- Énekesmadarak és kígyók balladája (2020) (előzmény) (Snow és Lucy Gray története, 10. viadal)
- Az aratás hajnala (2025) (előzmény) (Haymitch Abernathy szemszögéből, 50. viadal)

### The Underland Chronicles
- Gregor the Overlander (2003)
- Gregor and the Prophecy of Bane (2004)
- Gregor and the Curse of the Warmbloods (2005)
- Gregor and the Marks of Secret (2006)
- Gregor and the Code of Claw (2007)

### Egyéb könyvei
- Fire Proof: Shelby Woo #11 (1999)
- When Charlie McButton Lost Power (2005) (képeskönyv)
- Year of the Jungle (2013) (önéletrajzi képeskönyv)

## Magyarul
- Az éhezők viadala; ford. Totth Benedek; Agave Könyvek, Bp., 2009, ISBN 9789639868649
- Futótűz. Az éhezők viadala-trilógia 2. kötete; ford. Totth Benedek; Agave Könyvek, Bp., 2010, ISBN 9789639868977
- A kiválasztott. Az éhezők viadala-trilógia 3. kötete; ford. Totth Benedek; Agave Könyvek, Bp., 2010, ISBN 9786155049538
- Énekesmadarak és kígyók balladája; ford. Farkas Veronika; Agave Könyvek, Bp., 2020,  ISBN 9789634198154
- Az aratás hajnala; ford. Farkas Veronika, Agave Könyvek, Bp. 2025, ISBN 9789635983391

## Fordítás
- Ez a szócikk részben vagy egészben  a   Suzanne_Collins című angol Wikipédia-szócikk fordításán alapul.  Az eredeti cikk szerkesztőit annak laptörténete sorolja fel. Ez a jelzés csupán a megfogalmazás eredetét és a szerzői jogokat jelzi, nem szolgál a cikkben szereplő információk forrásmegjelöléseként.